# Rajka (odrůda jablek)

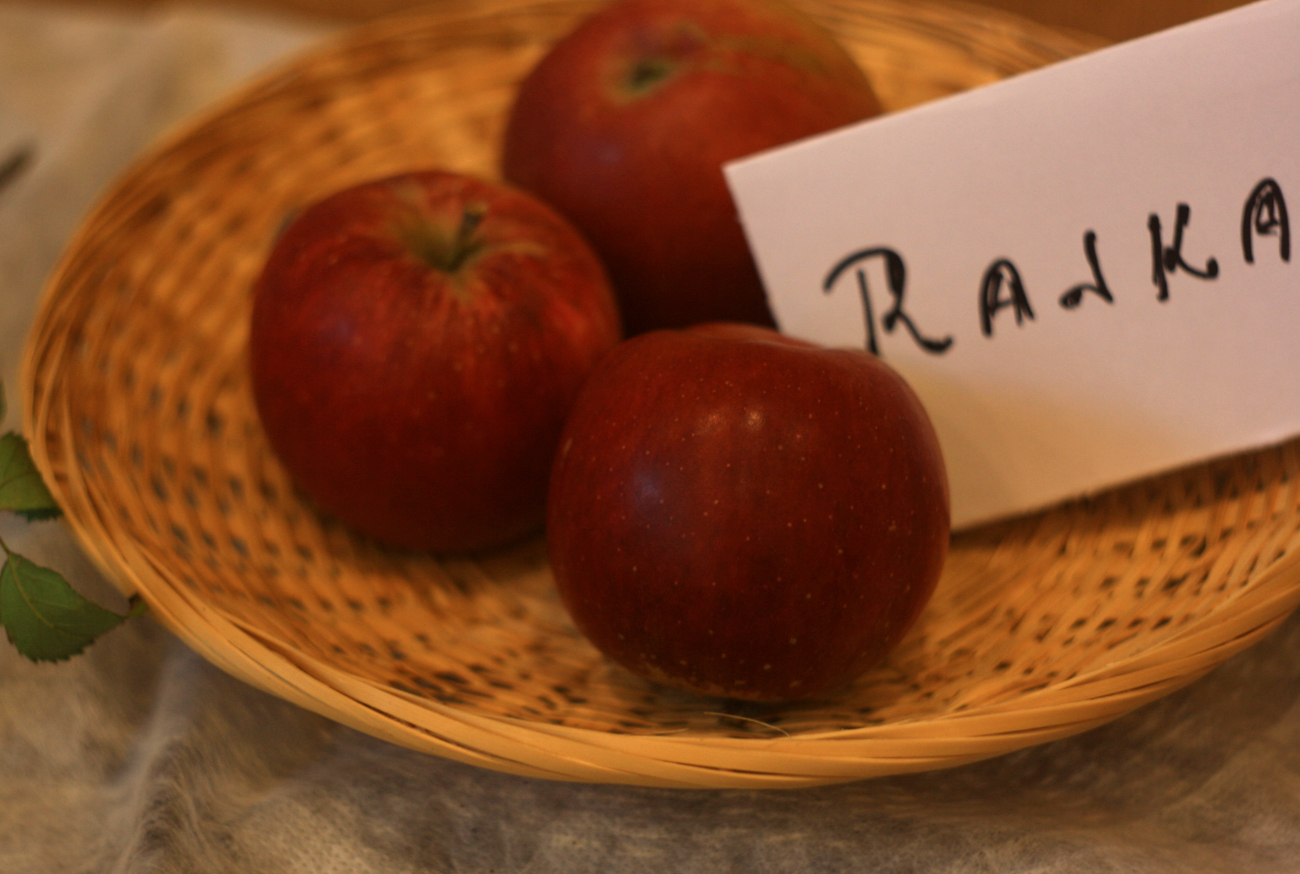
odrůda jabloně Rajka

Rajka (Malus domestica 'Rajka') je ovocný strom, kultivar druhu jabloň domácí z čeledi růžovitých. Plody jsou řazeny mezi odrůdy zimních jablek, sklízí se v září, dozrává v říjnu, skladovatelné jsou do února. Odrůda je považována za rezistentní vůči některým chorobám, odrůdu lze pěstovat bez chemické ochrany.

## Historie

### Původ
Byla vyšlechtěna v ČR, v Ústavu experimentální botaniky AVČR, Střížovice. Odrůda vznikla zkřížením odrůd 'Šampion' a nepojmenované odrůdy 'hybrid ÚEB 1200/1'.

## Vlastnosti

### Růst
Růst odrůdy je střední až bujný. Koruna je spíše rozložitá. Pravidelný řez je doporučen, zejména je vhodný letní řez.

## Plodnost
Plodí záhy, hojně a pravidelně.

## Plod
Plod je kulovitě kuželovitý, střední až velký. Slupka hladká, žluté zbarvení je na většině povrchu plodu překryto červenou barvou. Dužnina je krémová se sladce navinulou chutí, velmi dobrá.

## Choroby a škůdci
Odrůda je rezistentní proti strupovitostí jabloní a vysoce odolná k padlí.

## Použití
Je vhodná ke skladování a přímému konzumu. Odrůdu lze použít do všech poloh jako méně náročnou na podmínky. Přestože je růst odrůdy bujný, je doporučováno pěstování odrůdy na slabě rostoucích podnožích ve tvarech jako zákrsky, čtvrtkmeny a vřetena.